# André Fiquet
Pour les articles homonymes, voir Fiquet.
André Gabriel Raoul Fiquet est un musicien, compositeur et chef d'orchestre français né le 26 octobre 1877 à Sassetot-le-Mauconduit et mort au Bouscat le 31 mars 1939.

## Biographie

### La Normandie
Cinquième enfant d'une fratrie de six enfants, son enfance se déroula en Normandie, en pays de Caux, dans la région de Fécamp et du Havre. À 13 ans, il obtient au Conservatoire du Havre un 1er prix de cornet à pistons.
Au cours des années 1904-1909, il fit partie du Groupe Amical des Trompettes du Havre (GATH) qu'il dirigea,,, ,.
Pour ses fonctions de directeur de société musicale au Havre, le ministère de l'Instruction publique et des Beaux-Arts lui décerna le titre d'Officier d'Académie, par arrêté du 1er janvier 1910,.

### Le Béarn
Il laissa sa terre natale, la Normandie, en 1911 pour des activités professionnelles à Oloron-Sainte-Marie. L'Administration des Ponts et Chaussées lui confia l'exécution des plans (dessins à la plume) représentant les ouvrages d'art (pont et tunnel) du Transpyrénéen construit de 1911 à 1914 entre Oloron et Bedous (partie médiane de Pau-Canfranc) en vallée d'Aspe. C'est à cette époque qu'il intégra l'orchestre de l'Harmonie municipale d'Oloron-Sainte-Marie jusqu'en 1914. Entre-temps il fut admis à la SACEM le 11 juin 1913.

### La Grande Guerre 1914-1918
Après 22 mois de service militaire (1899-1901) en qualité de brigadier-trompette, il a été mobilisé du 5 août 1914 au 25 janvier 1919 dans le 1er régiment d'artillerie à pied (1er RAP) dans la zone des armées, successivement dans la 20e, 49e et 103e batterie. Il fut blessé en service commandé le 11 décembre 1915, dans l'explosion de l'usine de pyrotechnie de l'armée belge de Gonfreville-l'Orcher. Cette explosion fit beaucoup de morts et de blessés et fut perçue dans les villes avoisinantes du Havre, de Graville-Sainte-Honorine, et d'Harfleur,. André Fiquet a assuré les secours et participé au sauvetage des victimes ; cet acte de bravoure lui a valu, le 6 janvier 1916, une citation collective à l'ordre de la Division et une citation à l'ordre de la 3e Région.
Il fut envoyé au front pour y servir au grade de maréchal des logis, chef de Section, du 18 septembre 1916 au 22 janvier 1917, dans la 22e Batterie du 1er RAP - 6e groupe de Oostduinkerke-Nieuwpoort, en Belgique, où il occupa le poste de secrétaire.
Par Arrêté Royal du 22 février 1917, il reçut la croix de Chevalier de l'Ordre de Léopold II.
Sa démobilisation intervint le 25 janvier 1919.

### Retour dans le Béarn
Après sa démobilisation, il a tenu, de 1919 à 1928, au sein de l'Harmonie municipale d'Oloron-Sainte-Marie le poste de chef d'orchestre adjoint et de bugle solo.
Il fut nommé officier de l'Instruction publique par arrêté du 10 février 1923 pour ses fonctions de sous-directeur de société musicale à Oloron-Sainte-Marie (Pyrénées Atlantiques).
En 1928, il a fondé l'Union Symphonique Oloronaise, orchestre composé de cuivres et d'instruments à cordes.
La Société des Amis des Sciences des Lettres et des Arts (SASLA), dont était membre André Fiquet, organisait des soirées théâtrales et musicales à Oloron-Sainte-Marie avec la participation de l'Union Symphonique Oloronaise (U.S.O.). Ainsi, de 1928 à 1933, le public oloronais a pu assister à des pièces de théâtre et des concerts, du classique au moderne.
La saison musicale de l'Union Symphonique Oloronaise commença le 28 mars 1928  avec deux œuvres classiques : l'Ouverture de l'opéra Obéron de Carl Maria Von Weber, l'adagio du Septuor pour cordes et vents opus 20, de Beethoven et une œuvre contemporaine, La Cantate, d'un jeune compositeur oloronais, Alfred Paulini (1903-1931) furent jouées en 1ère partie du programme. La seconde partie était composée de deux pièces de théâtre : Vieille Renommée d'Alfred Athis et La peur des coups de Georges Courteline.
Ce concert eut lieu le 9 août 1928 dans le jardin public et son kiosque à musique : marche, ballet classique, fantaisie-polka, musique orientale et danses hongroises, Marche de Radetzky de Johann Strauss père, Ballet de Coppélia de Léo Delibes, La petite fauvette d'Eugène Damaré, La Patrouille orientale de Chabrot et les Danses hongroises n° 5 et 6 de Brahms.
Comédie et musique étaient liés à nouveau, le 21 mars 1929, avec deux pièces de théâtre, Les deux sourds d'Eugène Labiche et Le coup de minuit, vaudeville d'Hugues Delorme et Francis Gally, et, pour la partie musicale, l'Ouverture de poète et paysan de Suppé, La Marche Turque de Mozart, les Danses espagnoles de Rodolphe Berger et les Vieux airs français, empreints des souvenirs de l'enfance d'Edouard Brouste.
Le concert au jardin public du 21 août 1930 débuta par l'Ouverture de Cavalerie légère de Suppé, suivie de deux pièces brèves Les Genêts, danse rustique d'Alfred Paulini et une valse espagnole Belle Castillane de André Fiquet ; vinrent ensuite l'intermezzo Le Pavillon d'Armide de Nicolas Tcherepnine, deux pièces en soli Plaisir d'amour (mélodie pour cor) de Jean-Paul-Egide Martini et Polonaise de concert pour clarinette d'Edmond Avon, et, enfin les célèbres Danses hongroises n° 5 et 6 de Brahms.
Le 30 juillet 1931, furent données la Marche de Radetzky sur un arrangement d'Emile Tavan, l'Ouverture de l'opéra Martha de Friedrich Von Flotow, la gavotte et le menuet de Manon de Jules Massenet, La Paloma de Sebastián Iradier et une Marche one-step d'Alfred Paulini.
Le concert annuel de La Schola Notre Dame eut lieu le 22 juin 1932  avec la participation de l'Union Symphonique Oloronaise. Le programme en deux parties proposait musique et chants classiques, chansons populaires et courtes pièces de théâtre.
En 1ère partie, l'Union Symphonique Oloronaise joua la Marche Turque de Mozart, le Ballet de Coppélia de Delibes, une Polonaise de concert de Avon et les Danses n° 5 et 6 de Brahms. Le Chœur de la Schola Notre Dame interpréta La Marche de la Schola sur une harmonisation de Carlo Boller, et le psaume Sur les bords des fleuves de Babylone de Niedermeyer, avec accompagnement d'orchestre par l'Union Symphonique Oloronaise sur une orchestration de André Fiquet. Vint ensuite une soliste soprano de La Schola qui interpréta deux chansons populaires : Je vous aime tant, mon mari, de Charles Pineau (1877-1958) et Quand j'étais chez mon père, de Carlo Boller. La troupe théâtrale de La Schola joua une comédie en un acte, Rosalie de Max Maurey.
En 2ème partie, la soliste soprano de La Schola interpréta deux chansons anciennes sur des poésies du XVe siècle mises en musique par Charles Pineau : Les Gorriers de François Villon et Le Printemps, rondel de Charles d'Orléans. Le chœur de La Schola interpréta Le ciel étoilé, extrait de La Création de Joseph Haydn, avec accompagnement par l'orchestre ; puis l'Union Symphonique Oloronaise joua l'Ouverture de Cavalerie Légère de Suppé, le menuet du 2ème acte de Manon de Massenet et une composition Pensée blonde de André-Auguste Gérardin (1855-1937), professeur de musique et compositeur oloronais. Pour finir, les comédiens de La Schola jouèrent la comédie-vaudeville en un acte d'Eugène Labiche, Les deux timides.
Outre des morceaux musicaux de Suppé, Delibes, Avon et Brahms, l'Union Symphonique Oloronaise avait mis à son répertoire, le 12 août 1932 , deux nouveaux morceaux : un rondo pour flûte piccolo d'Eugène Damaré, Le Merle Blanc, et un paso-doble de François Menichetti, Torello.
La soirée musicale du 6 décembre 1932 , célébra la mémoire d'Alfred Paulini, ce jeune compositeur et violoniste oloronais disparu  au mois d'août 1931 à l'âge de 28 ans. Six œuvres de ce compositeur avaient été choisies pour la première partie de ce concert : un prélude Le Captif, une danse rustique Les Genêts, une pastorale Nymphée et un nocturne El Amor Doloroso joués par l'Union Symphonique Oloronaise. Une soprano accompagnée par l'orchestre interpréta deux chants : Ma Maison et une mélodie ossaloise Duo d'Amou.
En deuxième partie, un récital de piano consacré à Chopin, Beethoven, Granados et Ravel fut proposé : deux études, n° 4 en ut dièse mineur et n° 9 en sol bémol majeur de Chopin, la Sonate n° 14 Clair de Lune de Beethoven, les Goyescas (complainte ou la jeune fille et le rossignol) de Granados, la pièce pour piano Les Jeux d'eau de Ravel.
Des œuvres de Chabrot, Massenet, Von Flotow étaient au programme du concert symphonique du 25 août 1933 qui s'acheva avec deux nouveaux morceaux : Le ballet italien de Francesco Gabutti et un Fandango de Georges Razigade.
André Fiquet quittera Oloron-Sainte-Marie en octobre 1933.

### Départ pour la Gironde
En 1933, après 22 ans à Oloron-Sainte-Marie, il quitta le Béarn pour la Gironde, pour y poursuivre sa carrière comme fonctionnaire des ponts et chaussées. Il s'installa dans la commune du Bouscat où il mourra le 31 mars 1939.
La Schola Notre Dame d'Oloron-Sainte Marie rendit hommage à sa mémoire au cours de son concert du 31 mai 1939 ,

## Œuvres musicales
André Fiquet composa de la musique militaire, mais également des valses, polkas-marches, one step, java, chants avec piano conducteur, mélodie pour orchestre avec piano conducteur, fantaisies pour trompes de chasse et trompettes, et mit en musique des poésies béarnaises. Certaines de ces œuvres sont répertoriées à la SACEM et à la Confédération française des batteries et fanfares (CFBF).
- Diou Biban, polka-marche

- La Marche de la Fédération composée en 1905 et jouée lors du Concours Musical International de Paris des 3 et 4 juin 1906 [34],[35],[36],[37]
- Le Défilé des Trompettes de la Garde (1er prix de composition pour trompette), musique de fanfare de cavalerie, également jouée à Paris en 1906[38]
- Les Poilus (chant patriotique à la mémoire de Paul Déroulède) [39],[40]
- El Amor Frivolo (valse primée) [41]
- Echoes from the dancing (fantaisie pour tambours et clairons à deux pistons) : pièce mise au répertoire de l'Indépendante de Chirassimont  en mars 2014 [42]
- Le Crépuscule, mélodie sur une poésie de G. Mariette-Avenel [43]
- Adichats, Fantaisie pour piano conducteur, quintette, flûte, hautbois, clarinette en la, saxophone alto mi b, 1er et 2ème cornet en la, cor en fa et trombone, arrangée pour orchestre en ut par Alfred Paulini, compositeur oloronais
- Macédoine Béarnaise, grande fantaisie pour quatre trompes de chasse sur les plus célèbres airs pyrénéens :

1. O Bellos Mountagnos ;
2. Lou Pourtrèyt de ma Beyrièro ;
3. Aqueros Mountagnos ;
4. Dus Pastous a l'oumbretto ;
5. La Vallée d'Ossau ;
6. Annetto.

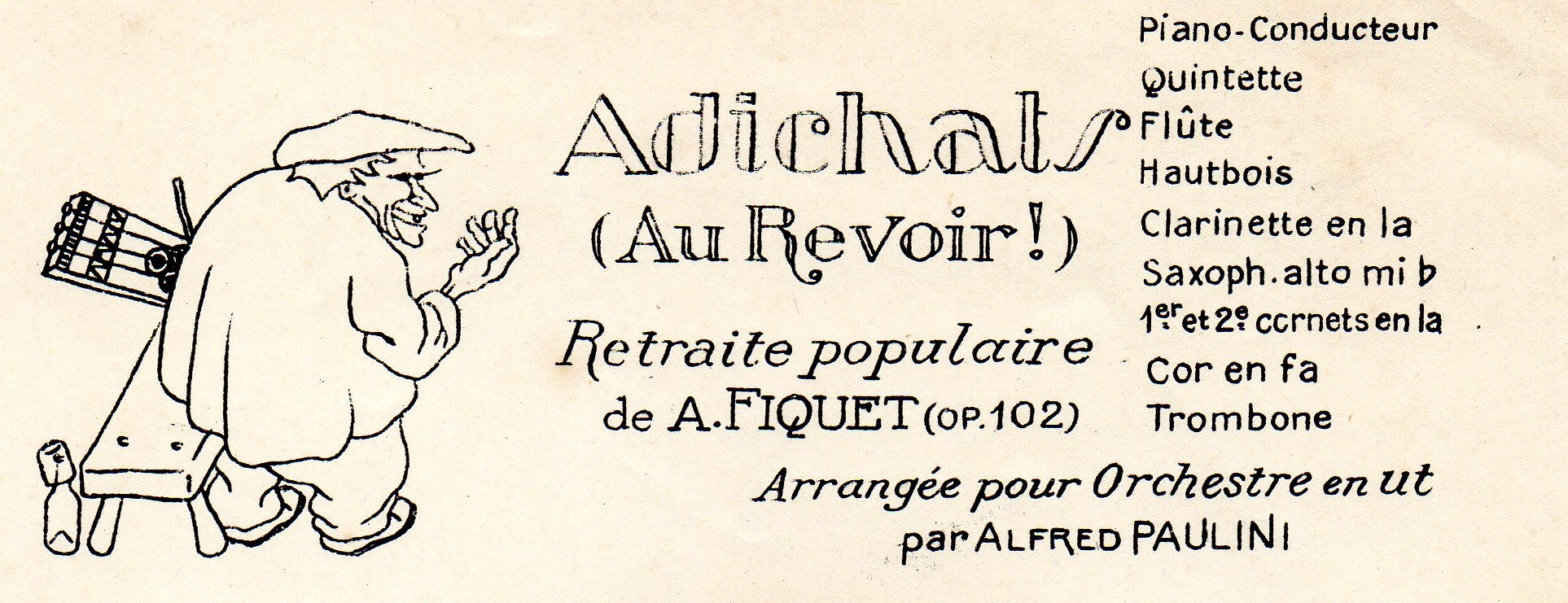
Dessin de la partition "Adichats".

Certaines œuvres, comme Cumières-Polka, Perle Fine, Echos du Nord, Gracieuse (scottisch), Le  Trompette Major, Salut aux vainqueurs, font partie des répertoires de la Batterie-Fanfare de la Garde Républicaine, de la Fanfare Principale de l'Armée Blindée Cavalerie, des Trompettes du Boute-Selle.